# Capital (Deutschland)
Capital ist eine seit 1962 erscheinende Wirtschaftszeitschrift, die monatlich von RTL Deutschland verlegt wird. Sie erzählt Wirtschaft aus verschiedenen Perspektiven, berichtet über Unternehmen und Mittelständler im Wandel, erklärt die Umbrüche der Weltwirtschaft und berichtet über Trends. Das publizistische Credo von Capital lautet „Wirtschaft ist Gesellschaft“.

## Profil
Capital ist das meistgelesene Wirtschaftsmagazin Deutschlands und gliedert sich in drei Themenbereiche: Welt der Wirtschaft, Invest und Leben. Der Schwerpunkt Welt der Wirtschaft präsentiert große Wirtschaftsthemen mit gesellschaftlicher Relevanz. Zentraler Bestandteil der Rubrik Invest ist das Thema Vermögensaufbau. Im Themenbereich Leben findet der Leser Artikel über Mode, Uhren, Reisen, Kulinarik, Kunst und Design sowie technische Gadgets.
Das vorher monatlich herausgegebene Magazin erschien ab dem Jahr 2000 14-täglich, ab März 2008 wurde wieder auf monatliches Erscheinen umgestellt. Neben der monatlichen Printausgabe erscheint Capital digital und mobil, als Newsletter, ePaper und Podcast.

## Geschichte
Die Zeitschrift wurde 1962 von Adolf Theobald gegründet. John Jahr kaufte zwei Drittel der Anteile und brachte diese bei der Gründung von Gruner + Jahr 1965 ein. 1968 übernahm Gruner + Jahr die Zeitschrift komplett.
Die Redaktion von Capital hatte ihren Sitz in Köln, bevor zum 1. März 2009 die Redaktionen von Capital, Financial Times Deutschland, Impulse und Börse Online zu einer Gemeinschaftsredaktion mit Sitz in Hamburg zusammengelegt wurden. Nach der Einstellung der Financial Times Deutschland im Dezember 2012 wurden Impulse und Börse Online verkauft und der Redaktionssitz von Capital nach Berlin verlegt. Im Frühjahr 2013 fand ein umfassender Relaunch der Zeitschrift und der Website statt.
Zum 1. März 2021 fusionierten die Hauptstadtredaktion des Magazins Stern und die Redaktionen der Zeitschriften Capital und Business Punk. Die Politik- und Wirtschafts-Redaktion des Stern in Hamburg wurde aufgelöst. Die gesamte Politik- und Wirtschaftsberichterstattung der Magazine Stern, Capital und Business Punk wird von einer gemeinsamen Redaktion verantwortet. Insgesamt umfasst das Hauptstadtbüro 35 Journalisten. Die Leitung des gemeinsamen Hauptstadtbüros in Berlin übernahm der Capital-Chefredakteur Horst von Buttlar. Seit dem 15. Februar 2023 ist Timo Pache neuer Capital-Chefredakteur.

## Auflage
Capital hat in den vergangenen Jahren erheblich an Auflage eingebüßt. Die verkaufte Auflage ist seit 1998 um 58,7 Prozent gesunken. Sie beträgt gegenwärtig 108.142 Exemplare. Das entspricht einem Rückgang von 153.785 Stück. Der Anteil der Abonnements an der verkauften Auflage liegt bei 41,5 Prozent.
| 1998   | 1999   | 2000   | 2001   | 2002   | 2003   | 2004   | 2005   | 2006   | 2007   | 2008   | 2009   | 2010   | 2011   | 2012   | 2013   | 2014   | 2015   | 2016   | 2017   | 2018   | 2019   | 2020   | 2021   | 2022   | 2023   | 2024   |
| ------ | ------ | ------ | ------ | ------ | ------ | ------ | ------ | ------ | ------ | ------ | ------ | ------ | ------ | ------ | ------ | ------ | ------ | ------ | ------ | ------ | ------ | ------ | ------ | ------ | ------ | ------ |
| 261927 | 272893 | 228315 | 205036 | 220331 | 216169 | 218088 | 204031 | 206111 | 208564 | 203218 | 175240 | 169501 | 160068 | 164919 | 137306 | 139342 | 137701 | 134424 | 134262 | 136819 | 135417 | 130451 | 127557 | 116501 | 120538 | 108142 |

| 1998   | 1999   | 2000   | 2001   | 2002   | 2003   | 2004   | 2005   | 2006  | 2007  | 2008  | 2009  | 2010  | 2011  | 2012  | 2013  | 2014  | 2015  | 2016  | 2017  | 2018  | 2019  | 2020  | 2021  | 2022  | 2023  | 2024  |
| ------ | ------ | ------ | ------ | ------ | ------ | ------ | ------ | ----- | ----- | ----- | ----- | ----- | ----- | ----- | ----- | ----- | ----- | ----- | ----- | ----- | ----- | ----- | ----- | ----- | ----- | ----- |
| 128900 | 130389 | 131648 | 107984 | 108996 | 104735 | 104083 | 101576 | 89993 | 91801 | 87144 | 73629 | 68176 | 57233 | 54744 | 46231 | 47563 | 47047 | 45368 | 45349 | 45929 | 45398 | 45808 | 45631 | 44132 | 45891 | 44888 |

## Redaktion

### Chefredakteure
- 1962–1971: Adolf Theobald[22]
- 1971–1974: Ferdinand Simoneit[23]
- 1974–1980: Johannes Gross[24]
- 1980–1986: Ludolf Herrmann[25]
- 1987–1988: Dieter Piel[26]
- 1988–1991: Rolf Prudent[27]
- 1991–2001: Ralf-Dieter Brunowsky[28]
- 2002–2006: Kai Stepp[29]
- 2006–2009: Klaus Schweinsberg[30]
- 2009–2013: Steffen Klusmann[31]
- 2013–2023: Horst von Buttlar[32][33]
- seit 2023: Timo Pache[34]

### Bekannte Mitarbeiter
- André Kostolany[35]
- Bernd Ziesemer[36][37]
- Lars Vollmer[38]

## Veranstaltungen

### Junge Elite-Gipfel
Seit 2007 kürt Capital jeweils im Dezember die Top 40 unter 40 Jahren – die Junge Elite. Ermittelt werden die Toptalente in den Kategorien Unternehmer, Management, Politik und Staat sowie Wissenschaft und Gesellschaft. Die Auswahl erfolgt u. a. durch eine Befragung unter Politikern, Spitzenbeamten und Headhuntern. Diese Junge Elite versammelt Capital einmal im Jahr bei einer Konferenz in Berlin, die jeweils einem Top-Thema gewidmet ist. Die Veranstaltung findet in Kooperation mit einem Partner statt, der inhaltlich zu dem Thema passt, u. a. Google, Microsoft oder Vodafone.

### Vermögensaufbau-Gipfel
Der Capital Vermögensaufbau Gipfel bietet präsentiert Experten mit Anlagestrategien und Handlungsempfehlungen. Die Investoren und Vermögensberater treffen sich dazu in Frankfurt. Das Themenspektrum der Veranstaltungen reicht von Handelskonflikten über die Auswirkungen aktueller politische Themen auf die Kapitalmärkte, Entwicklungen auf dem deutschen Immobilienmarkt, Anlagestrategien bis hin zur nachhaltigen Geldanlage.

## Markenausbau
Ergänzt wird die Hauptausgabe durch Einzel- und Sonderausgaben, wie Capital Extra.

### Capital+
Im September 2020 startete Capital sein digitale Abo-Modell Capital+. Das Bezahl-Abo beinhaltet neben den Artikeln aus dem Magazin weitere Informationen aus den Themenbereichen Finanzen, Vorsorge und Immobilien sowie aktuelle Analysen und Kommentare zu den Finanzmärkten, zur Konjunktur und Weltwirtschaft. Der Kern des Angebots bilden dabei Dossiers zu Themen wie Immobilienkauf, Vermögensaufbau oder Altersvorsorge. Die Nutzer erhält darüber hinaus Zugriff auf sämtliche Rankings, Studien und Datenbanken, die die Zeitschrift regelmäßig durchführt. Unter dem Plus-Label werden beim Verlag Gruner und Jahr die Bezahlangebote verschiedener Plattformen geführt, darunter auch das Angebot des Stern und von Geo.

### Depesche
Mit Capital Depesche erscheint jeden Freitag ein Börsenbrief für Anleger zum aktuellen Geschehen an den Kapitalmärkten. Der Dienst kann als Printausgabe und/oder digital abonniert werden. Dieser Dienst als Börsenbrief erscheint seit Mitte der 70er Jahre. Er veröffentlicht Analysen und kritischen Einschätzungen und beinhaltet zwei Musterdepots.

### Finance Forward
2019 startete Capital in Kooperation mit der Medien- und Event-Plattform Online Marketing Rockstars (OMR) das Onlinemagazin Finance Forward. Neben News, Analysen, Porträts und Interviews zählt ein täglicher Newsletter und ein eigener Podcast zum Angebot.

### Podcast
Verschiedene Capital Podcasts erweitern das digitale Angebot. In Kooperation mit Audible wurde unter anderem Podcast Meine erste Million entwickelt. Die Reihe wird inhaltlich von der Journalistin und Moderatorin Ronja von Rönne bearbeitet. Darüber hinaus veröffentlicht der Capital-Chefredakteur Horst von Buttlar die Podcast-Reihe „Die Stunde Null“.

### Kunstkompass
Seit 1970 kürt der Capital Kunstkompass die größten Gegenwartskünstler. Von 2008 bis 2014 erschien der Kunstkompass im Manager-Magazin, 2015 im Kunstmagazin Weltkunst, 2016 im Wirtschaftsmagazin Bilanz und seit 2017 wieder in Capital. Auf der Liste werden aktuell Gerhard Richter, Bruce Nauman und Georg Baselitz auf den ersten Plätzen geführt.

### Elite-Panel
Seit 1987 wird in Kooperation mit dem Institut für Demoskopie Allensbach Europas exklusivste Führungskräfte-Umfrage, das Capital-Elite-Panel, erarbeitet. Zunächst von Elisabeth Noelle-Neumann und später von Renate Köcher fortgeführt, stellt es einen Seismographen des aktuellen Meinungsbildes der Top-Entscheider in Politik, Wirtschaft und Verwaltung dar. Es werden rund 550 Führungsspitzen, darunter Vorstandschefs großer Konzerne und Ministerpräsidenten, um ihre Einschätzung der Perspektiven Deutschlands in Europa und im globalen Wirtschaftsraum gebeten.

### Immobilien-Kompass
Mit sechs an den Nielsen-Gebieten orientierten Regional-Ausgaben sowie einer Metropolen-Ausgabe stellt der Capital Immobilien-Kompass jährlich relevante Daten und Fakten von Wohnimmobilien in 115 deutschen Städten zusammen. Online sind darüber hinaus 180 Städte abrufbar.

### Investor-Relations-Preis
Seit 1997 wurde von der Redaktion der Capital Investor-Relations-Preis vergeben. Zur Vergabe des Preises wird die IR-Arbeit aller Unternehmen aus den Börsenindizes Euro Stoxx 50, Dax, M-Dax, Tec-Dax und S-Dax bewertet. Der Preis basiert auf der Befragung von Analysten und Fondsmanagern bei rund 300 Finanz-Instituten im In- und Ausland.

### Bizz
Mit der Zeitschrift Bizz erschien von März 1998 bis Januar 2002 ein Ableger für eine jüngere Zielgruppe. Der Fernsehsender ProSieben strahlte ab Juni 2000 eine gleichnamige Sendung aus. Von Februar 2000 bis März 2008 wurde die Erscheinungsfrequenz von monatlich auf zweiwöchentlich erhöht.